# Acinipe calabra
Acinipe calabra är en insektsart som först beskrevs av Costa, O.G. 1836.  Acinipe calabra ingår i släktet Acinipe och familjen Pamphagidae. Inga underarter finns listade i Catalogue of Life.